# امیمر
امیمر (به عبری: אמימר‌) (به انگلیسی: Amemar) یک یهودی حکیم امورائی بابلی بود که از نسل پنجم یا ششم دوران شارحی بود.
او به عنوان یکی از خردمندترین نسل دوران خود و سرپرست خردمندان شهرش، نهاردی (Nehardea) بود. در میان مریدانش، ربی آشی و ربی هونا پسر ناتان بودند. ربی آشی، مدیر مدرسه سورا (academy of Sura) که به عنوان شاگرد آزاد (Fellow Student) امیمر بود. ربی هونا پسر ناتان هم راس الجالوت بود. چندین بار در تلمود این سه نفر را با هم ذکر کرده‌است. در آغاز، او در نهاردی (Nehardea) سکونت داشت ولی مدتی بعد به ماحوزا آمد و در آنجا به شغل قاضی شرع (دایان) مشغول به کار شد.

## مطالعه بیشتر
- Dov Gilat, Yitzhak (2007). "AMEIMAR". Encyclopaedia Judaica (به انگلیسی). Vol. 2 (2nd ed.). New York: Thomson Gale. p. ۳۷–۳۸.